# Montrécourt
Montrécourt est une commune française, située dans le département du Nord en région Hauts-de-France.

## Géographie

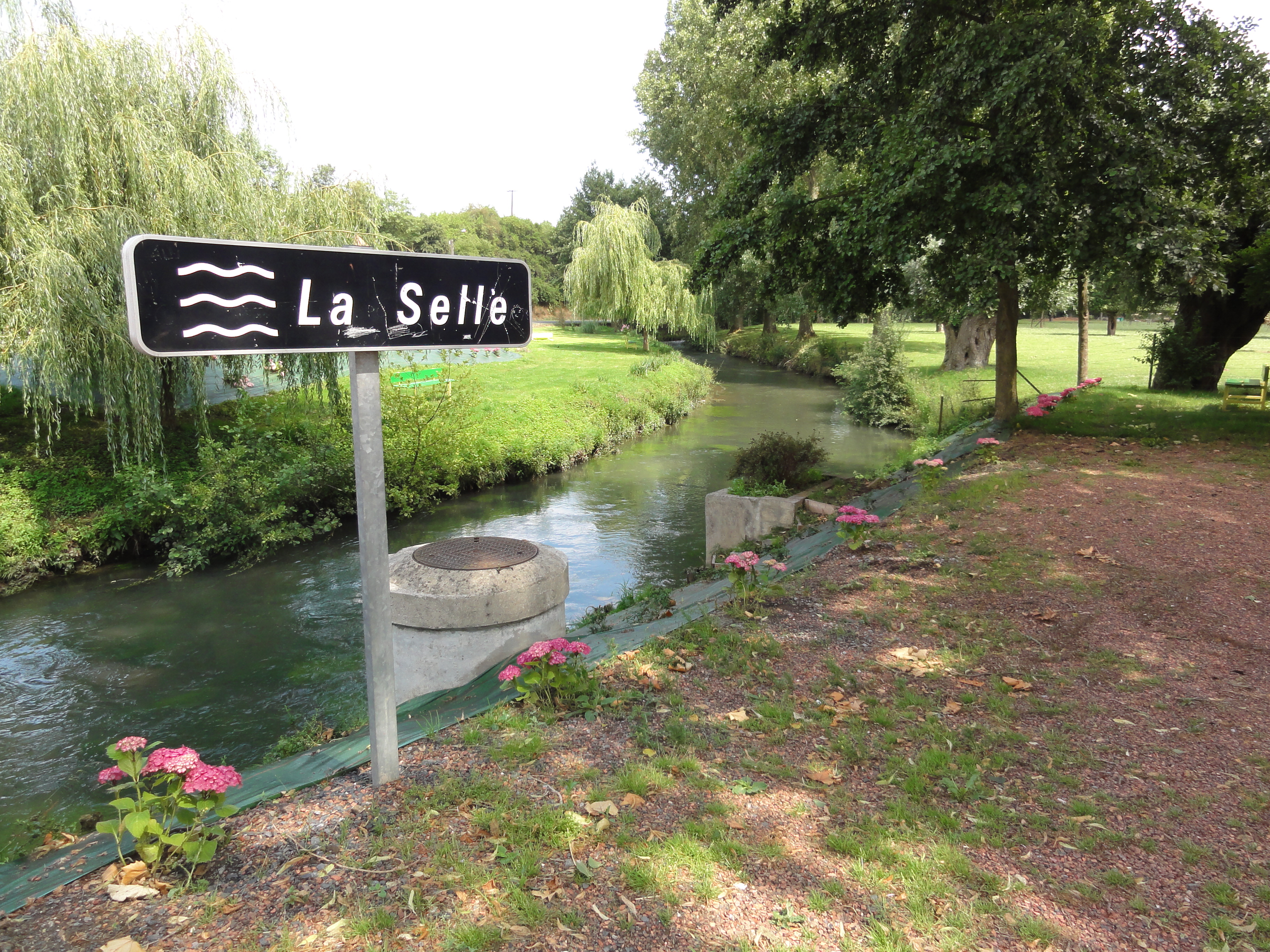
La Selle à Montrécourt.

### Situation
Montrécourt est située à 6 km au nord-ouest de Solesmes, ancien chef-lieu du canton à partir de 2015, et est traversée par la Selle.

### Communes limitrophes
| Saulzoir     |             |        |
|              | Montrécourt |        |
| Saint-Aubert |             | Haussy |

### Hydrographie

#### Réseau hydrographique
La commune est située dans le bassin Artois-Picardie. Elle est drainée par,.
La Selle, d'une longueur de 46 km, prend sa source dans la commune de Molain et se jette  dans le canal de l'Escaut à Denain, après avoir traversé 17 communes. 

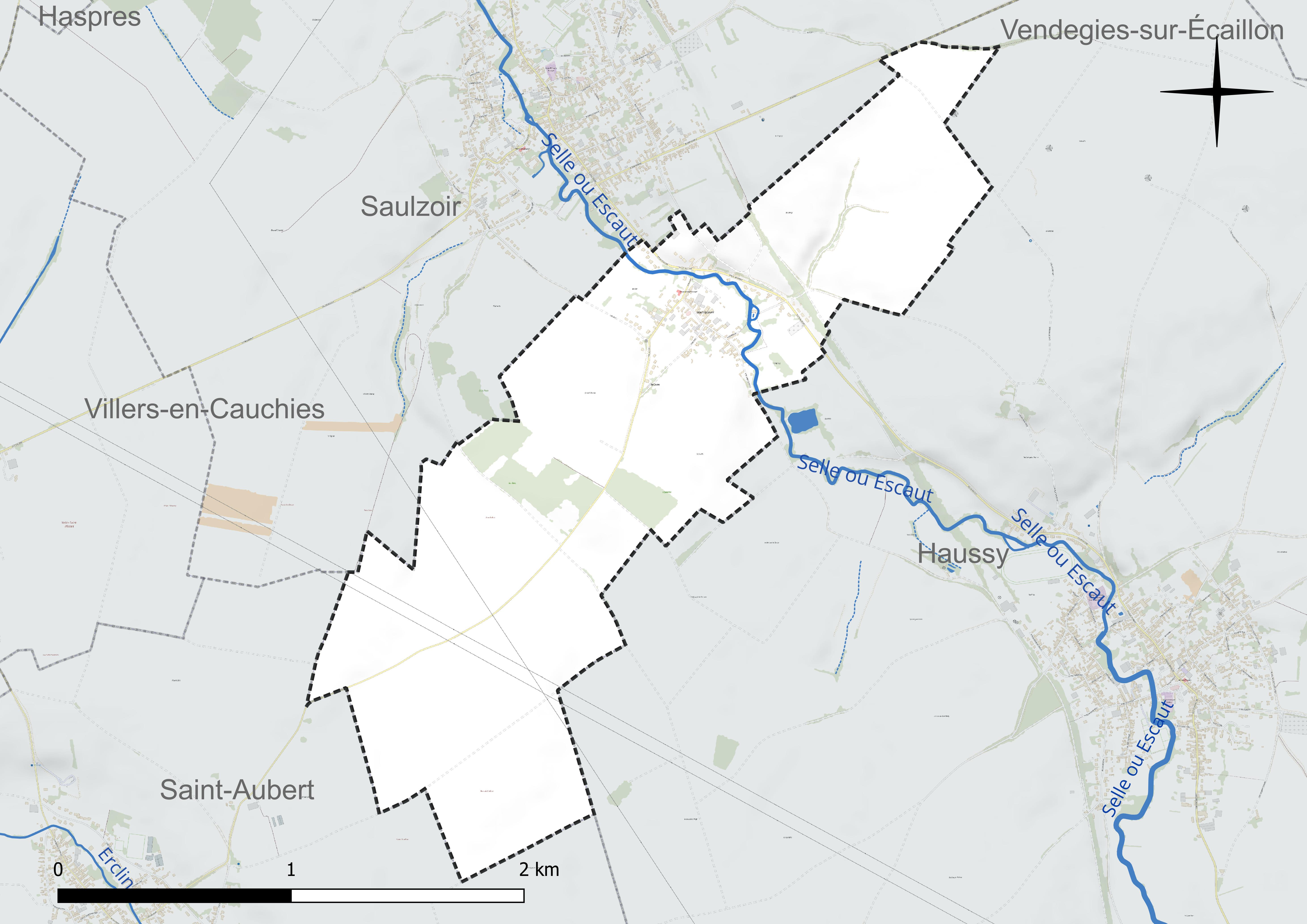
Réseau hydrographique de Montrécourt.

#### Gestion et qualité des eaux
Le territoire communal est couvert par le schéma d'aménagement et de gestion des eaux (SAGE) « Escaut ». Ce document de planification concerne un territoire de 2 005 km2 de superficie, délimité par le bassin versant de l'Escaut. Le périmètre a été arrêté le 9 juin 2006 et le SAGE proprement dit a été approuvé le 13 juillet 2021. La structure porteuse de l'élaboration et de la mise en œuvre est le syndicat mixte Escaut et Affluents (SyMEA). 
La qualité des cours d'eau peut être consultée sur un site dédié géré par les agences de l'eau et l'Agence française pour la biodiversité. 

### Climat
Pour des articles plus généraux, voir Climat des Hauts-de-France et Climat du Nord.
En 2010, le climat de la commune est de type climat océanique dégradé des plaines du Centre et du Nord, selon une étude du CNRS s'appuyant sur une série de données couvrant la période 1971-2000. En 2020, Météo-France publie une typologie des climats de la France métropolitaine dans laquelle la commune est dans une zone de transition entre le climat océanique et le climat océanique altéré et est dans la région climatique  Nord-est du bassin Parisien, caractérisée par un ensoleillement médiocre, une pluviométrie moyenne régulièrement répartie au cours de l'année et un hiver froid (3 °C). 
Pour la période 1971-2000, la température annuelle moyenne est de 10,5 °C, avec une amplitude thermique annuelle de 14,9 °C. Le cumul annuel moyen de précipitations est de 729 mm, avec 12,7 jours de précipitations en janvier et 9,1 jours en juillet. Pour la période 1991-2020, la température moyenne annuelle observée sur la station météorologique la plus proche, située sur la commune de Valenciennes à 15 km à vol d'oiseau, est de 11,0 °C et le cumul annuel moyen de précipitations est de 694,1 mm,. Pour l'avenir, les paramètres climatiques de la commune estimés pour 2050 selon différents scénarios d'émission de gaz à effet de serre sont consultables sur un site dédié publié par Météo-France en novembre 2022.

## Urbanisme

### Typologie
Au 1er janvier 2024, Montrécourt est catégorisée bourg rural, selon la nouvelle grille communale de densité à sept niveaux définie par l'Insee en 2022.
Elle est située hors unité urbaine. Par ailleurs la commune fait partie de l'aire d'attraction de Valenciennes (partie française), dont elle est une commune de la couronne,. Cette aire, qui regroupe 102 communes, est catégorisée dans les aires de 200 000 à moins de 700 000 habitants,.

### Occupation des sols
L'occupation des sols de la commune, telle qu'elle ressort de la base de données européenne d'occupation biophysique des sols Corine Land Cover (CLC), est marquée par l'importance des territoires agricoles (93,8 % en 2018), en diminution par rapport à 1990 (96,1 %). La répartition détaillée en 2018 est la suivante : 
terres arables (86,7 %), zones urbanisées (6,2 %), zones agricoles hétérogènes (4,7 %), prairies (2,4 %). L'évolution de l'occupation des sols de la commune et de ses infrastructures peut être observée sur les différentes représentations cartographiques du territoire : la carte de Cassini (XVIIIe siècle), la carte d'état-major (1820-1866) et les cartes ou photos aériennes de l'IGN pour la période actuelle (1950 à aujourd'hui).

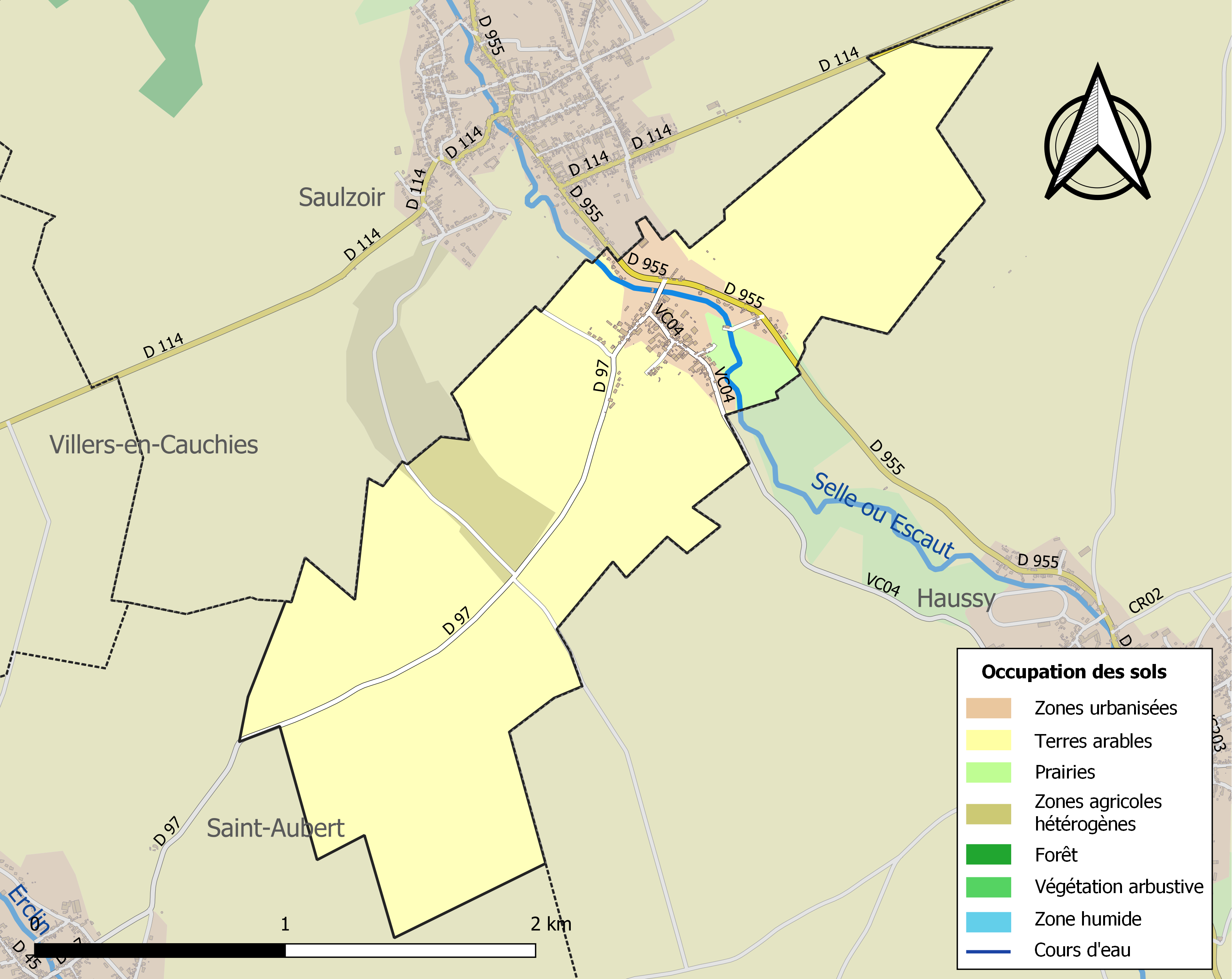
Carte des infrastructures et de l'occupation des sols de la commune en 2018 (CLC).

## Histoire
Le nom Montrécourt, du latin Monasterioli curtis, signifie « ferme du petit monastère ». Montrécourt était instaurée en 933 l'une des 12 pairies du Cambrésis, c'était la seule à ne pas être héréditaire. La première mention écrite connue est dans un diplôme de l'empereur Otton le Grand de 965 sous la forme de Mousterolcurt.

## Héraldique
|  | Les armes de Montrécourt se blasonnent ainsi : « d'argent à la bande d'azur chargée de trois coquilles d'or » |

## Politique et administration

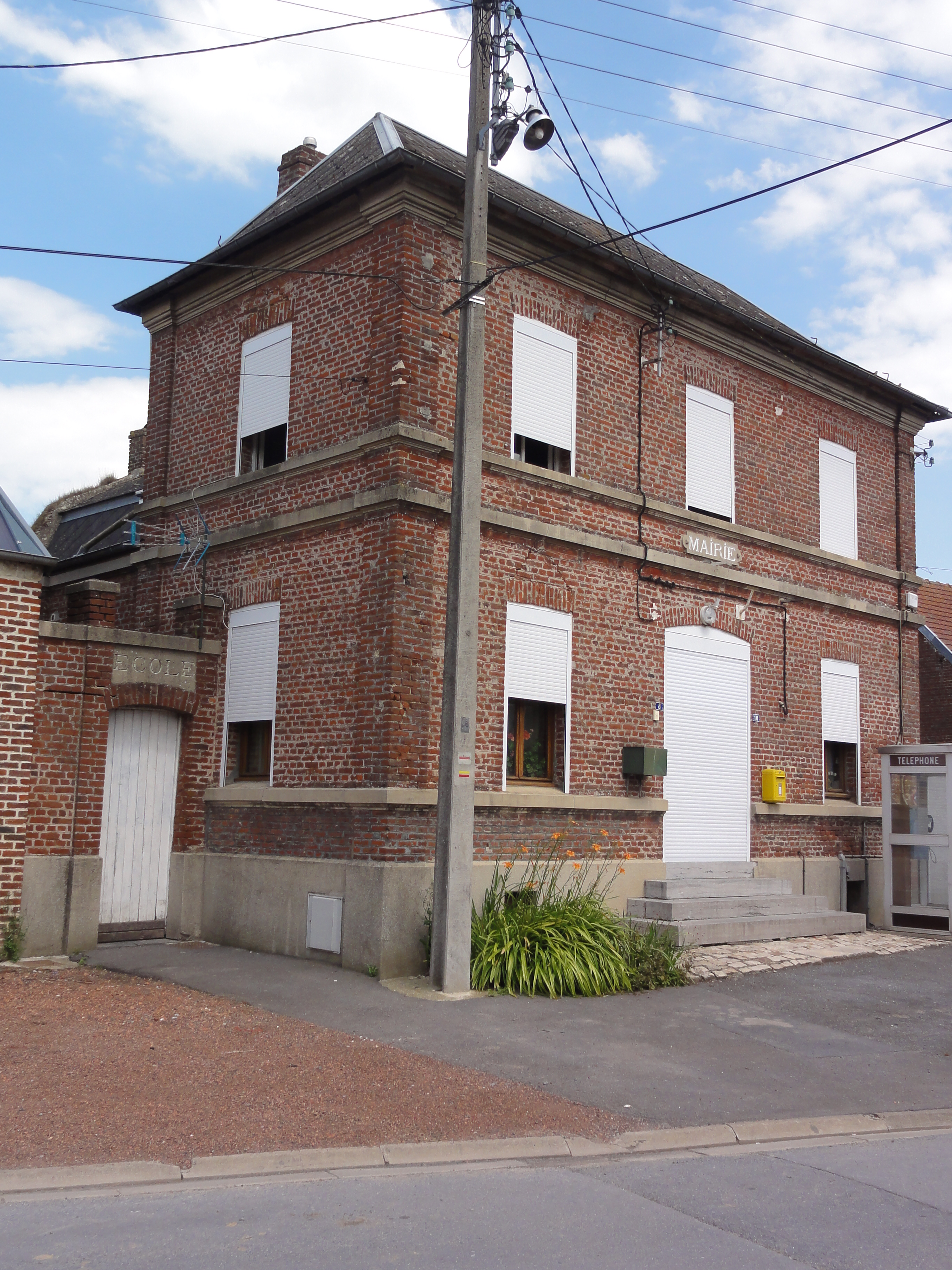
L'école dans le bâtiment de l'ancienne mairie.

La commune comptant environ 233 habitants en 2008, le nombre de conseillers municipaux est de 11. Depuis le 25 mars 1989, réélu à chaque élection municipale sans interruption, le maire est Marc Guillez. Montrécourt est membre de la communauté de communes du Pays solesmois (CCPS), qui comprend 15 communes et 14 822 habitants en 2008.

### Liste des maires
| Période | Période  | Identité                     | Étiquette | Qualité                               |
| ------- | -------- | ---------------------------- | --------- | ------------------------------------- |
| 1792    | 1795     | Pierre André Marchant        |           |                                       |
| 1796    | 1797     | Philippe Joseph Delcroix     |           |                                       |
| 1797    | 1799     | François Testart             |           |                                       |
| 1799    | 1816     | Jacques Joseph Lagouche      |           |                                       |
| 1816    | 1843     | Charles Félix Joseph Delbare |           |                                       |
| 1943    | 1848     | Philippe François Desvigne   |           |                                       |
| 1848    | 1848     | Auguste Marchant             |           |                                       |
| 1848    | 1860     | Charles Henri Thomas         |           |                                       |
| 1860    | 1875     | Zacharie Marchant            |           |                                       |
| 1875    | 1892     | Charles Henri Thomas         |           |                                       |
| 1893    | 1901     | Pierre Marchant              |           |                                       |
| 1901    | 1908     | Louis Gilleron               |           |                                       |
| 1908    | 1911     | Lucien Decraiene             |           |                                       |
| 1911    | 1919     | Louis Gilleron               |           |                                       |
| 1920    | 1925     | Lucien Decraiene             |           |                                       |
| 1925    | 1929     | Alfred Banteignie            |           |                                       |
| 1929    | 1953     | Carlos Devigne               |           |                                       |
| 1953    | 1960     | Henri Banteignie             |           |                                       |
| 1960    | 1965     | Gilbert Caudrillier          |           |                                       |
| 1965    | 1968     | François Decaudin            |           |                                       |
| 1968    | 1983     | Émile Lobelle                |           |                                       |
| 1983    | 1989     | Jean-Louis Boisseaux         |           |                                       |
| 1989    | En cours | Marc Guillez                 | SE        | Vice-président de la CCPS (2001-2012) |

### Tendances politiques et résultats
Pour les élections européennes de 2019, la liste « Prenez le pouvoir, liste soutenue par Marine Le Pen » (RN) remporte 37,74 % des suffrages à Montrécourt et la liste « Renaissance soutenue par La République en marche, le MoDem et ses partenaires » (LREM) obtient 15,09 %, pour un taux de participation de 58 %. Aucune autre liste n'a obtenu plus de 10 % des voix.
Au premier tour de l'élection présidentielle de 2017, les quatre candidats arrivés en tête à Montrécourt sont Marine Le Pen (FN, 34,23 %), François Fillon (Les Républicains, 18,79 %), Jean-Luc Mélenchon (FI, 17,45 %) et Emmanuel Macron (EM, 12,08 %) avec un taux de participation de 79,27 %. Au second tour Marine Le Pen arrive en tête avec 60,17 % des voix et un taux de participation de 76,80 %.
Au second tour de l'élection législative de 2012, 52,30 % des électeurs de Montrécourt ont voté pour Anne-Sophie Lévêque (FN), contre 47,70 % pour Christian Bataille (PS) avec un taux de participation de 59,39 %.
Au premier tour de l'élection présidentielle de 2012, les quatre candidats arrivés en tête à Montrécourt sont Marine Le Pen (FN, 30,67 %), Nicolas Sarkozy (UMP, 25,49 %), François Hollande (PS, 21,36 %) et Jean-Luc Mélenchon (Front de gauche, 20,86 %) avec un taux de participation de 85,28 %. Au second tour Nicolas Sarkozy arrive en tête avec 55 % des voix et un taux de participation de 84,77 %.
Au premier tour des élections cantonales de 2011, Georges Flamengt (PS) est arrivé en tête avec 39,65 % des suffrages exprimés, face à Pascale Havrez (FN, 36,20 %), Samuel Decaux (UMP, 12,93 %) et Bruno Leclercq (PCF, 11,20 %), pour un taux de participation de 61,42 %. Au second tour Georges Flamengt, unique candidat, a obtenu 100 % des voix et un taux de participation de 46,70 %.
Au second tour de l'élection régionale de 2010, 42,02 % des électeurs ont voté pour la liste de Daniel Percheron (PS, Front de gauche, Europe Écologie), 39,50 % pour la liste de Marine Le Pen (FN), et 18,49 % pour la liste de Valérie Létard (UMP), pour un taux de participation de 58,93 %.
Aux élections européennes de 2009, la liste « Quand l'Europe veut, l'Europe peut » de Dominique Riquet (Majorité présidentielle) a obtenu 26,58 % des suffrages exprimés, la liste « Changer l'Europe » de Gilles Pargneaux (PS) 18,98 % et la liste « Front national » de Marine Le Pen (FN) 12,65 %. Aucune autre liste n'a obtenu plus de 10 % des voix. La taux de participation s'élevait à 40,79 %.

## Population et société

### Démographie

#### Évolution démographique
L'évolution du nombre d'habitants est connue à travers les recensements de la population effectués dans la commune depuis 1793. Pour les communes de moins de 10 000 habitants, une enquête de recensement portant sur toute la population est réalisée tous les cinq ans, les populations de référence des années intermédiaires étant quant à elles estimées par interpolation ou extrapolation. Pour la commune, le premier recensement exhaustif entrant dans le cadre du nouveau dispositif a été réalisé en 2007.

En 2022, la commune comptait 227 habitants, en évolution de −0,44 % par rapport à 2016 (Nord : +0,51 %, France hors Mayotte : +2,11 %).
| 1793 | 1800 | 1806 | 1821 | 1831 | 1836 | 1841 | 1846 | 1851 |
| ---- | ---- | ---- | ---- | ---- | ---- | ---- | ---- | ---- |
| 250  | 204  | 235  | 305  | 327  | 320  | 306  | 312  | 300  |

| 1856 | 1861 | 1866 | 1872 | 1876 | 1881 | 1886 | 1891 | 1896 |
| ---- | ---- | ---- | ---- | ---- | ---- | ---- | ---- | ---- |
| 315  | 324  | 335  | 307  | 295  | 295  | 273  | 279  | 240  |

| 1901 | 1906 | 1911 | 1921 | 1926 | 1931 | 1936 | 1946 | 1954 |
| ---- | ---- | ---- | ---- | ---- | ---- | ---- | ---- | ---- |
| 233  | 229  | 211  | 172  | 184  | 166  | 167  | 145  | 208  |

| 1962 | 1968 | 1975 | 1982 | 1990 | 1999 | 2006 | 2007 | 2012 |
| ---- | ---- | ---- | ---- | ---- | ---- | ---- | ---- | ---- |
| 206  | 187  | 151  | 144  | 154  | 156  | 207  | 214  | 235  |

| 2017 | 2022 | - | - | - | - | - | - | - |
| ---- | ---- | - | - | - | - | - | - | - |
| 224  | 227  | - | - | - | - | - | - | - |

#### Pyramide des âges
La population de la commune est relativement jeune.
En 2018, le taux de personnes d'un âge inférieur à 30 ans s'élève à 31,2 %, soit en dessous de la moyenne départementale (39,5 %). À l'inverse, le taux de personnes d'âge supérieur à 60 ans est de 26,3 % la même année, alors qu'il est de 22,5 % au niveau départemental.
En 2018, la commune comptait 112 hommes pour 112 femmes, soit un taux de 50 % de femmes, légèrement inférieur au taux départemental (51,77 %).
Les pyramides des âges de la commune et du département s'établissent comme suit.
| Hommes | Classe d’âge | Femmes |
| ------ | ------------ | ------ |
| 0,0    | 90 ou +      | 4,5    |
| 3,6    | 75-89 ans    | 6,3    |
| 18,8   | 60-74 ans    | 19,6   |
| 25,0   | 45-59 ans    | 20,5   |
| 20,5   | 30-44 ans    | 18,8   |
| 15,2   | 15-29 ans    | 12,5   |
| 17,0   | 0-14 ans     | 17,9   |

| Hommes | Classe d’âge | Femmes |
| ------ | ------------ | ------ |
| 0,5    | 90 ou +      | 1,4    |
| 5,3    | 75-89 ans    | 8,1    |
| 14,8   | 60-74 ans    | 16,2   |
| 19,1   | 45-59 ans    | 18,4   |
| 19,5   | 30-44 ans    | 18,7   |
| 20,7   | 15-29 ans    | 19,1   |
| 20,2   | 0-14 ans     | 18     |

## Lieux et monuments
- L'église Saint-André du XVe siècle, refaite en 1741. Une association a été créée afin de collecter des fonds pour rénover la structure de l'église.
- Le monument aux morts.
- Le calvaire et des chapelles-oratoires.

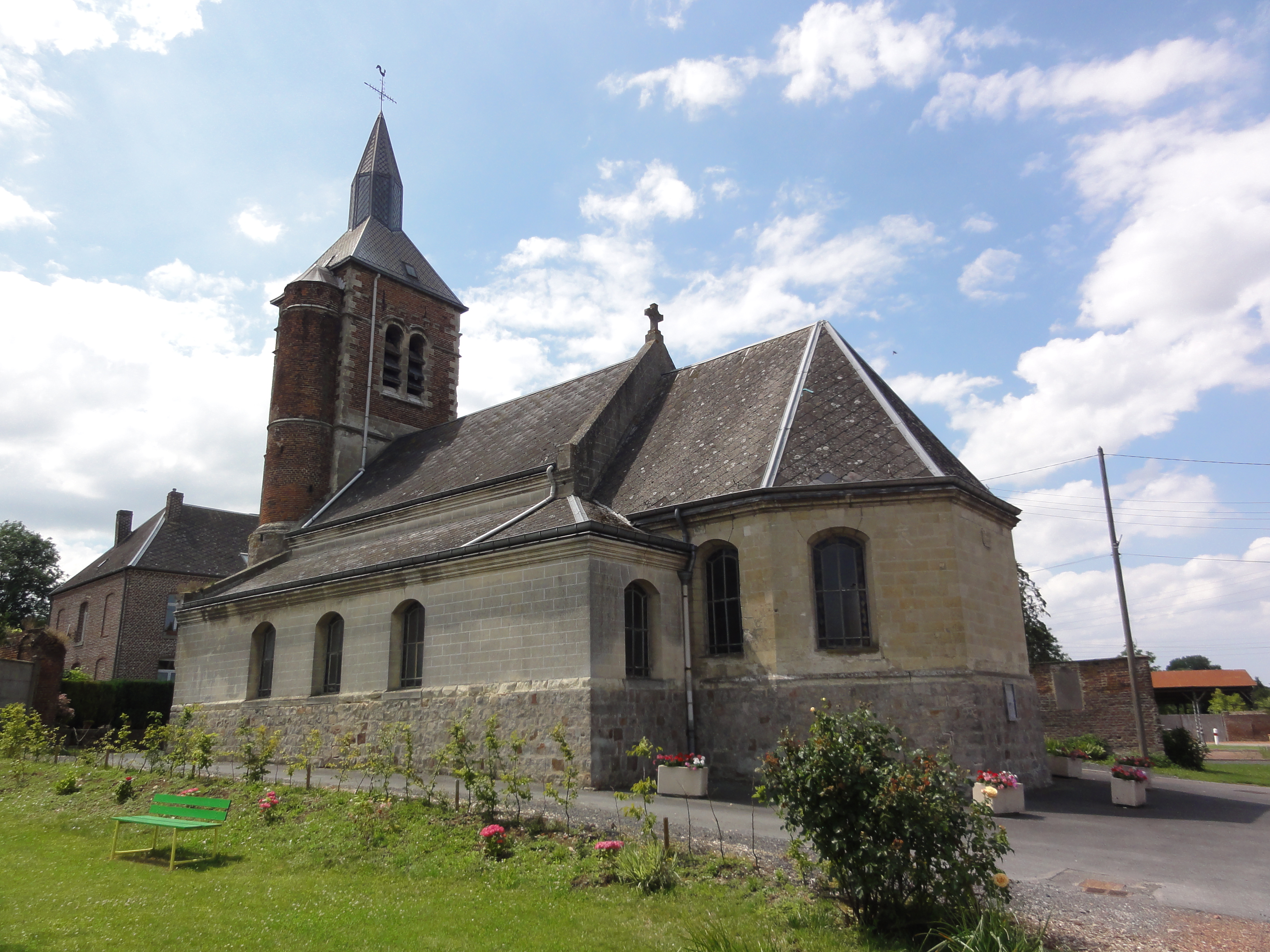
L'église Saint-André.
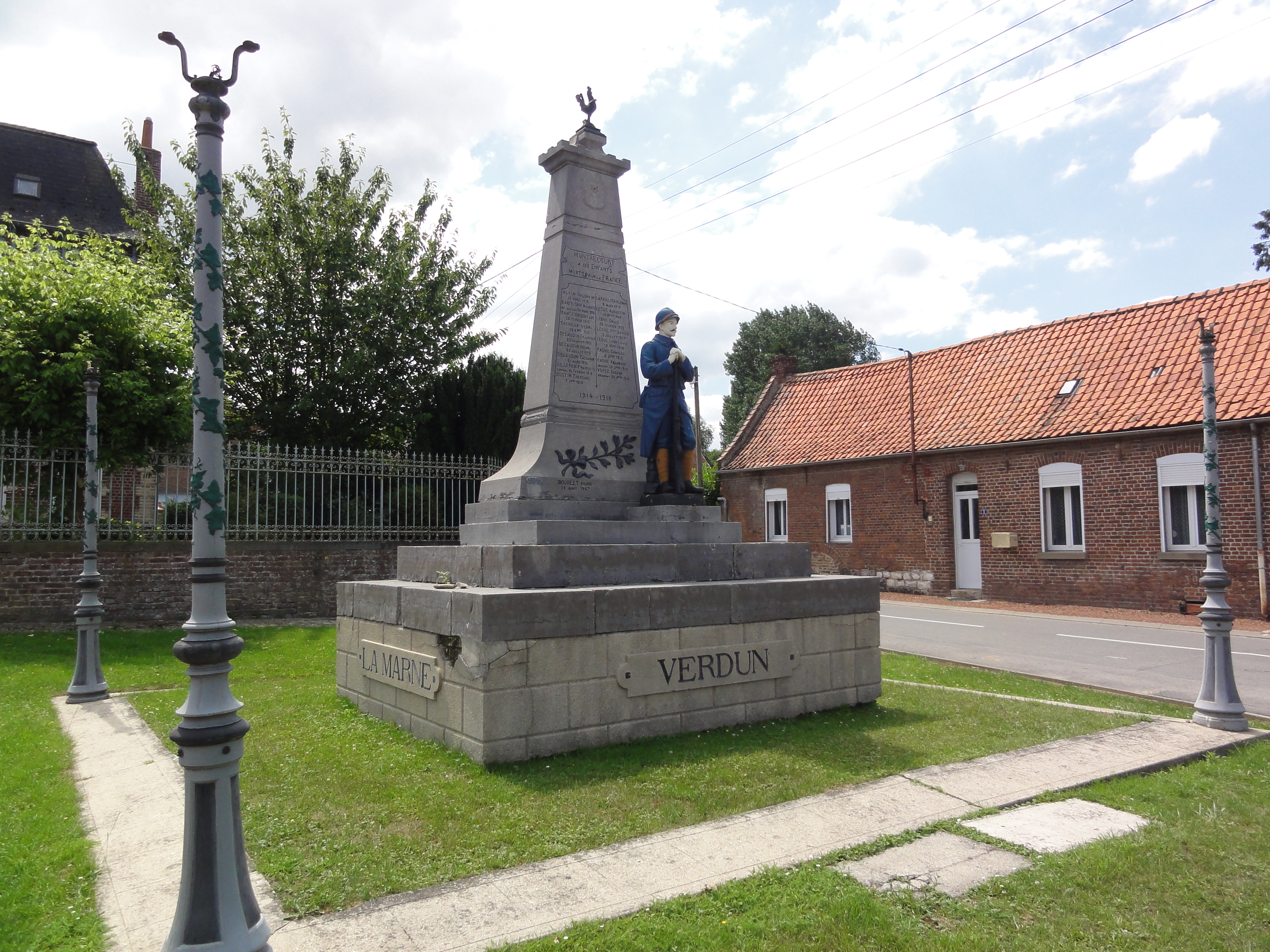
Le monument aux morts.
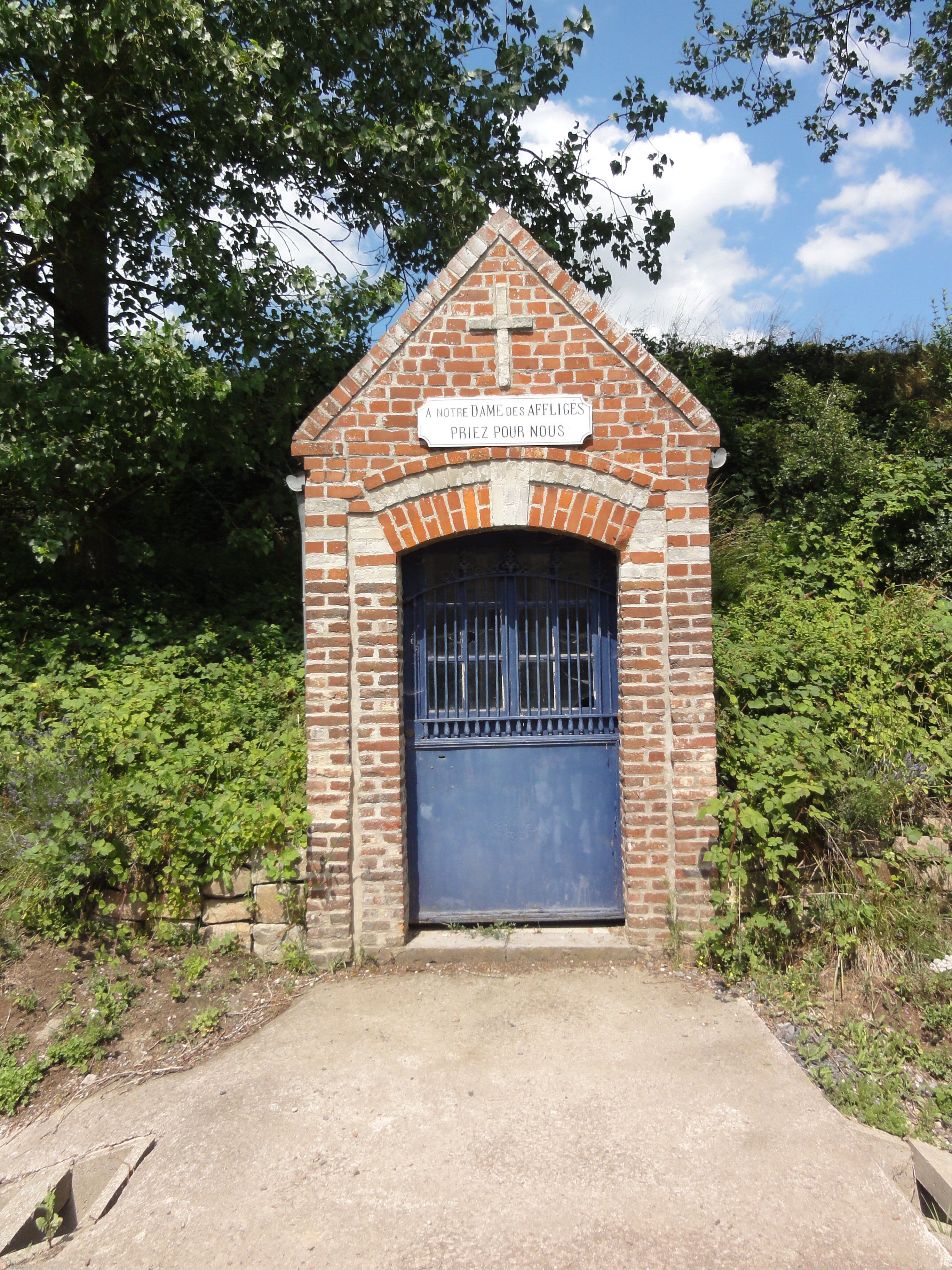
Chapelle Notre-Dame des Affligés.
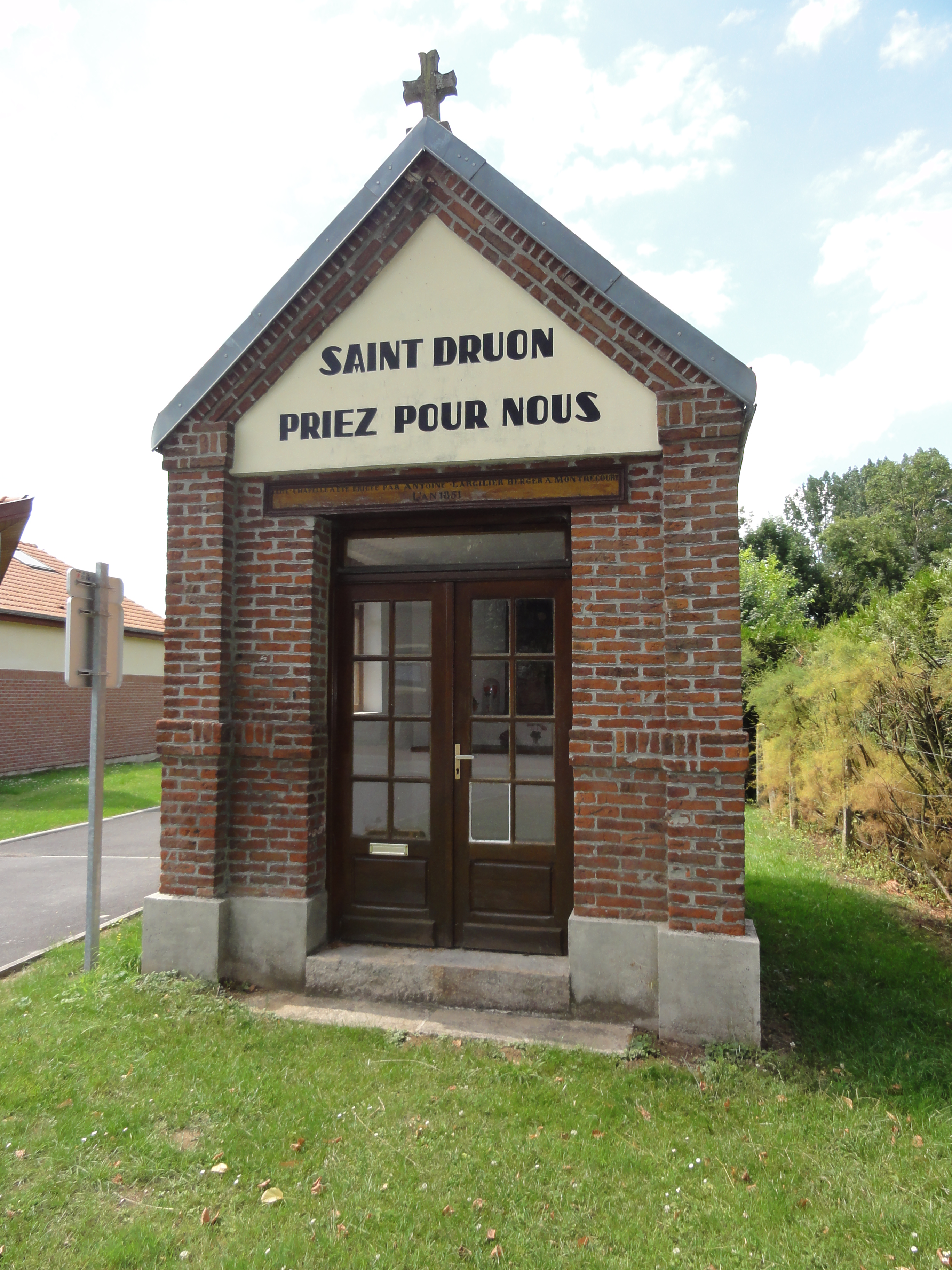
Chapelle Saint-Druon.

## Personnalités liées à la commune
- Anne-Sophie Boisseaux, femme politique[28].